# Рајт Флајер II
Рајт Флајер II (енгл. Wright Flyer II; такође познат и као Флајер II) био је други авион који су конструисала браћа Рајт. Током 1904. године користили су га за укупно 105 летова, на крају постигавши летове у трајању од пет минута и правећи пуне кругове, што је Вилбур први пут постигао 20. септембра.

## Дизајн и развој
Дизајн Флајера II био је веома сличан оригиналном Рајт Флајеру из 1903. године, али са нешто снажнијим мотором и конструкцијом која је користила вајмутов бор уместо смрче која је употребљена у ваздухоплову 1903. и једрилицама 1900−1902. године. Важна промена била је смањење нагиба крила на 1-у-25 са 1-у-20 који је коришћен 1903. године. Браћа су мислила да би смањење нагиба крила смањило отпор, иако је заправо постигнуто мање подизање. Са овим изменама Флајер II је био тежи за око 91 килограм од свог претходника из 1903. године.

## Оперативна историја
Браћа Рајт су тестирала нови авион у Хафман Прерији, пашњаку за краве изван Дејтона, Охајо, који је сада део националног историјског ваздухопловног парка Дејтон и такође је део данашње ваздухопловне базе Рајт-Патерсон. Власник земље, банкар Торенс Хафман, дозволио им је да користе земљиште без закупнине, а његов једини захтев био је да одведу стоку на сигурно пре експеримента. Браћа Рајт су почела да подижу шупу за смештај својих авиона током априла и до краја маја су били спремни за почетак експеримената, а новинарима је објављено да ће пробе почети у понедељак, 23. маја.
Гомила од четрдесетак људи, састављена од породице и пријатеља и десетак репортера, окупила се у понедељак, али киша је задржала авион у шупи цело јутро, а када је киша престала ветар је утихнуо. Постојале су мале шансе за успешно полетање са 30-метарске лансирне шине без ветра. Браћа Рајт су одлучила да покушају кратак лет како би задовољили новинаре, али мотор није развио своју пуну снагу и авион је стигао до краја шине без узлетања.
Рад на мотору и лоше временске прилике одложили су даље покушаје до четвртка поподне, када је упркос проблемима са паљењем покушано полетање, а лет је био дуг око 7,6 метара, што се завршило тешким слетањем које је оштетило авион. Извештаји за штампу су били различити, Чикаго трибјун је своју причу објавио под насловом „Тест летеће машине се оцењује као успешан”, док је Њујорк тајмс пренео како се тестирање завршило неуспешно.
Поправке су трајале две недеље, али се и следећи покушај лета завршио несрећом, што је захтевало још две недеље поправки. Дана 21. јуна остварена су три лета без икаквих незгода, али четири дана касније авион се поново срушио. Ове несреће су узроковане нестабилношћу висине авиона. Сумњајући да је узрок овога било то што се центар гравитације налазио превише напред, померени су мотор и положај пилота уназад, али је то погоршало ствари. Авион би се заталасао ако предњи елеватор није притиснут, али је то довело до додатног отпора, па су додали 32 килограма гвоздених шипки као баласт испод елеватора, који су такође увећани. Са тако модификованим авионом, у августу су направљена 24 лета, укључујући два 22. августа на четврт миље, највећу удаљеност коју су могли да прелете без скретања.
Будући да су снага и смер ветра били мање поуздани него у Кити Хоку, људи су понекад морали мукотрпно поново да поставе 49 метара лансирне шине према тренутним условима. Дана 7. септембра, људи су почели да користе катапулт да обезбеде авиону брзину потребну за полетање. Користили су падајући тег од 360 килограма, касније повећан на 730 килограма, обешен са 4,9 метара високог крана, са колотурником за умножавање удаљености коју је авион прешао. Апарат који је лансирао Вилбур је 15. септембра први пут направио ваздушни заокрет, а 20. септембра је успео да прелети цео круг − први икада у авиону − преваливши 1.240 метара за 1 минут и 16 секунди. Овом лету је сведочио Амос Рут, који је написао извештај у часопису који је издавао.
Дана 14. октобра, Орвил је направио свој први кружни лет, а наредног дана Октав Шанот је стигао да види напредак браће Рајт. Нажалост, Орвил, покушавајући још један кружни лет, није могао да се исправи и био је приморан да слети авионом при великом брзином након само 30 секунди у ваздуху, оштетивши клизаче и пропелере. Уследио је низ летова који су завршили оштећењем авиона, али је низ несрећа завршен 9. новембра, када је Вилбур летео у четири круга Хафман Прерије, остајући у ваздуху пет минута и слећући само зато што је мотор почињао да се прегрева. Орвил је 1. децембра направио сличан лет, а 9. децембра су престали са летовима на годину дана.
Хари Комбс је резимирао летове: „Било је 105 летова направљених 1904. године, скоро сви су били кратки летови, али најдужи, 1. децембра, трајао је пет минута и осам секунди и прешао је удаљеност од 4.515 метара, односно око три миље. Током овог лета лет Орвил кружи око Хафман Прерије два и четврт пута.”
Дана 18. јануара 1905. године, браћа Рајт су написала конгресмену Роберту М. Невину: „Серија ваздухопловних експеримената на којима смо били ангажовани последњих пет година завршена је производњом летеће машине типа погодног за практичну употребу. Бројни летови у правим линијама, у круговима и изнад курсева у облику слова „S”, са и без ветрова, учинили су сасвим извесним да је летење доведено до тачке у којој може бити од велике практичне употребе у разним областима, од којих је један начин извиђање и преношење порука у време рата.”
Браћа Рајт су демонтирала конструкцију Рајт Флајера II током зиме 1904–05. Спасили су ланчани погон пропелера, његове носаче и мотор. Отрцана тканина, ребра крила, стубови и сродни дрвени делови спаљени су (према Орвилу) у првим месецима 1905. године. Спашени делови елисе и мотор уграђени су у нови модел, Рајт Флајер III.

## Спецификације

### Опште карактеристике
- Посада: 1
- Дужина: 6,43 m
- Распон крила: 12,29 m
- Висина: 2,74 m
- Површина крила: 47,38 m²
- Бруто тежина: 419,57 kg

### Перформансе
- Максимална брзина: 56 km/h
- Домет: 8 km
- Плафон лета: 6 m